# Julius Hatry

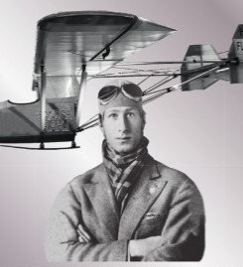
Julius Hatry

Julius „Uss“ Hatry (* 30. Dezember 1906 in Mannheim; † 7. November 2000 ebenda) war ein deutscher Flugzeugingenieur, Raketenpionier und Filmemacher. Er konstruierte die RAK.1, mit der Fritz von Opel am 30. September 1929 den ersten öffentlichen Flug mit Feststoffraketen durchführte.

## Leben
Bereits 1922 wurde Julius Hatry, Spitzname: „Uss“, Mitglied des Mannheimer Fliegerclubs und kam dadurch auch in Kontakt zu den ersten Rhön-Wettbewerben. 1927 machte er das Abitur nach und bestand die Segelflieger-C-Prüfung. Sein Schein mit der Nr. 409 war der erste in Baden. Er begann ein Ingenieursstudium an der TH München und war in Rossitten (Ostpreußen) als Fluglehrer tätig, wo er auch erstmals große Flugzeugmodelle konstruierte.
1927/28 war Hatry unter August Kupper maßgeblich beteiligt an der Konstruktion der Mü 3 „Kakadu“, dem damals größten Segelflugzeug. 1928 nahm Hatry dann mit dem Doppelsitzer Mannheim erstmals selbst an einem Rhön-Wettbewerb teil. In der Luftfahrtszene hatte er Alexander Lippisch und Oskar Ursinus kennengelernt und erhielt daher den Auftrag eine Zelle für einen Motorsegler zu konstruieren. Allerdings bestand der Motor nicht die Typenprüfung.

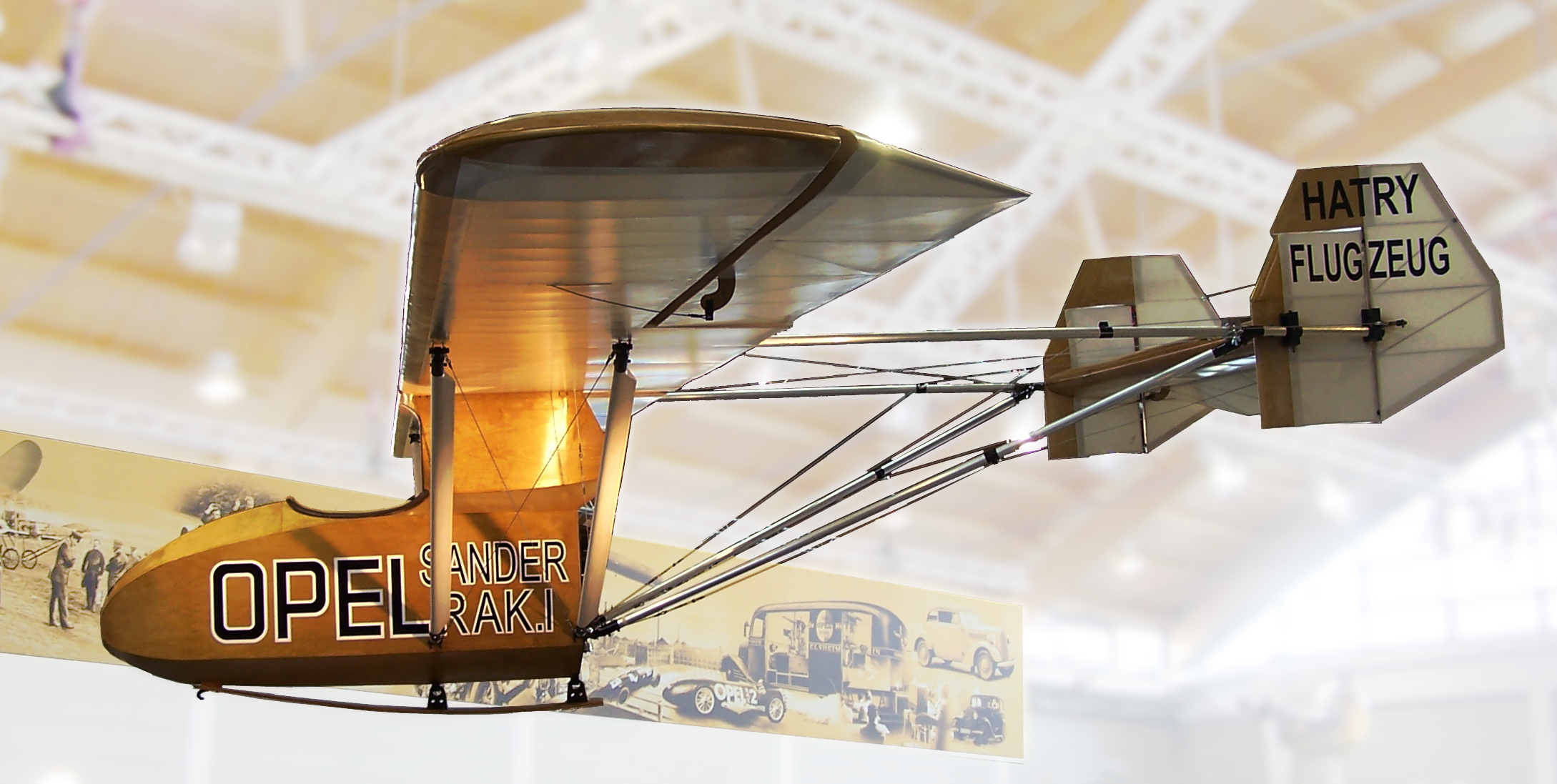
Opel-Sander RAK.1

Danach entwickelte er die Wasserratte, ein Wassersegelflugzeug mit bootsähnlichem Rumpf und hochgezogenem Leitwerk, mit der er beim „Preisfliegen Rossitten 1928/1929“ im Rahmen des technischen Wettbewerbs mit 1200 Reichsmark ausgezeichnet wurde. Zwischenzeitlich hatte Lippisch 1928 die ersten Raketenflugmodellversuche durchgeführt. Hatry wertete die Flugkurven monatelang mathematisch aus und konnte physikalische Zusammenhänge zwischen Schubachse, Schwerpunkt und den Flugkurven nachweisen. Nach diesen Vorarbeiten regte Lippisch die Konstruktion des bemannten Raketenflugzeugs RAK.1 an. Im Juni 1929 begann Hatry mit dem Bau. Die finanziellen Mittel stellte der Industrielle Fritz von Opel zur Verfügung. Am 17. September 1929 war der Prototyp fertig und Hatry konnte mit dem Flugzeug, angetrieben von drei Feststoffraketen, die 350 Kilopond Schub und vier Sekunden Brenndauer hatten, mit einer Geschwindigkeit von 100 km/h etwa 350 Meter in 10 Metern Höhe zurücklegen. Von Opel lud daraufhin zum 30. September die Presse zu einer öffentlichen Präsentation in Frankfurt-Rebstock ein, bei der er die RAK.1 selbst flog. Heimlich hatte er zuvor den Namen auf dem Leitwerk Hatry Flugzeug mit Opel-Sander RAK.1 übermalen lassen. Hatry protestierte zwar, konnte aber gegen seinen Geldgeber nichts ausrichten. Von Opel konnte bei diesem Flug etwa zwei Kilometer in 80 Sekunden zurücklegen. Auch danach arbeitete Hatry weiterhin an der Konstruktion neuer Typen. Die RAK.2 kam allerdings nicht über einen Entwurf hinaus, weil sein Auftraggeber Max Valier bei einem Test von Raketenmotoren 1930 tödlich verunglückte.
1935 heiratete er die Schauspielerin Annemarie Schradiek. Im gleichen Jahr musste Hatry auf Veranlassung der Nationalsozialisten seine Forschungen einstellen, weil er einen jüdischen Großvater hatte. Er wandte sich daher nun ganz dem Film zu. Bereits 1925 hatte ihn Arnold Fanck engagiert. Zuerst als Darsteller, weil er ein sehr guter Skiläufer war, dann als Kameramann. Hatry drehte in den 20ern Filme mit Hannes Schneider, Luis Trenker, Leni Riefenstahl und Ernst Udet. Udet setzte sich auch in der Zeit des Nationalsozialismus für ihn ein. Als Drehbuchautor und Regieassistent machte er für die Tobis in Berlin Unterhaltungsfilme, an denen unter anderen Theo Lingen, Leni Marenbach und Rudolf Prack mitwirkten. Von 1943 bis 45 war er Produktionsleiter und Regisseur für die Mars-Film und drehte Lehrfilme für die Luftwaffe.
Auch nach dem Weltkrieg blieb Julius Hatry vielseitig. Er produzierte Dokumentarfilme. Im Auftrag von Alfred Döblin dramatisierte er Der Oberst und der Dichter und führte Regie am Theater Baden-Baden. Er übersetzte die Schriftsteller Anouilh, Bridie und Vercors. Er synchronisierte französische Filme und war mit seinem eigenen Film Reitvorschrift für eine Geliebte 1950 auf der Biennale in Venedig. Nach dem Konkurs seines Ton-Bild-Studios 1953 übernahm er von seinem verstorbenen Vater dessen Immobilienfirma und war zugleich als Innenarchitekt tätig.
1982 wurde Hatry mit seinem Eintritt in die Deutsche Gesellschaft für Luft- und Raumfahrt (DGLR) in hohem Alter wieder im Luftfahrtwesen aktiv. 1985 übernahm er das Amt des Koordinators für die Kurzbiographien von Pionieren-Reihe und ein Jahr später engagierte er sich bei der Neugründung der Bezirksgruppe Nordbaden-Pfalz, die er bis zu seinem Tod leitete. Hatry starb in einem Mannheimer Krankenhaus an Herzversagen.

## Ehrungen
Die DGLR verlieh Hatry auf dem Deutschen Luft- und Raumfahrtkongress 1992 den Status eines „Korrespondierenden Mitglieds“ (Honorary Fellow) „in Würdigung seiner richtunggebenden Konstruktionen und Versuche für einen Raketenantrieb von Flugzeugen“.
Im russischen Kaluga wurde Hatry die Ziolkowsky-Ehrenmedaille verliehen. Die Stadt Mannheim benannte 2007 eine Straße im Glückstein-Quartier, Stadtteil Lindenhof, nach ihm und beschloss am 22. November 2016 den Ehrenstatus für seine Grabstätte auf dem Hauptfriedhof. Im Technoseum in Mannheim kann der Nachbau der RAK.1 besichtigt werden, dessen Ausführung Hatry noch selbst überwachte.